# Charles Paul Ernest de Bentheim-Steinfurt
Charles Paul Ernest de Bentheim-Steinfurt (30 août 1729 – 30 juin 1780) est comte de Steinfurt.

## Biographie
Il est le fils du comte Frédéric et sa femme Françoise Charlotte de Lippe. Son père est mort jeune et Charles Paul Ernest devient chef de la Maison de Bentheim-Steinfurt en 1733. D'abord, il doit partager le pouvoir dans les territoires de Steinfurt et Alpen avec son grand-oncle, Statius Philippe (1668-1749). Sous la tutelle de son grand-oncle, il bénéficie d'une excellente éducation. Son précepteur Johann Christoph Buch l'accompagne sur plusieurs longs trajets pour parfaire ses compétences en langues étrangères.
En 1748, il épouse Sophie-Charlotte, la fille aînée de Frédéric-Guillaume II de Nassau-Siegen. En 1749, son grand-oncle et régent Statius Philippe est mort, et Charles Paul Ernest prend les affaires du gouvernement. Parfois, il vit à Paris, où il fait la connaissance de Voltaire.
Charles Paul Ernest a un fort intérêt pour l'histoire, une collection de livres rares, incunables, manuscrits, images, pièces d'histoire naturelle et de curiosités. En 1765, il commence la création du parc de Steinfurter Bagno. Il souhaite le bien-être de ses sujets et est très populaire dans la population.
En 1770, il rejoint l'Académie des Sciences du Palatinat de Mannheim. Sa plus jeune fille, Caroline de Bentheim-Steinfurt est écrivain.
Charles Paul Ernest est décédé le 30 juin 1780 et est remplacé par son fils Louis Guillaume Geldricus Ernest de Bentheim et Steinfurt (1756-1817), qui est décrit comme un intellectuel très instruit et intéressé aux enjeux scientifiques et économiques.